# Joel Wachs
Joel Wachs (Scranton, 1º marzo 1939) è un politico statunitense, membro del Los Angeles City Council per più di trent'anni.

## Biografia
Nato in Pennsylvania da genitori ebrei polacchi immigrati negli Stati Uniti, la sua famiglia si trasferì a Los Angeles quando aveva 10 anni. Si laureò all'UCLA nel 1961, ottenendo in seguito uno Juris Doctor all'Harvard Law School e un Master's degree in diritto tributario all'università di New York. Residente a Studio City, lavorò per cinque anni come avvocato in uno studio legale losangelino prima di licenziarsi poiché, come dichiarerà a un reporter nel 1991: «Non mi piaceva diritto tributario... i miei sforzi avevano come unico risultato quello di far risparmiare dei ricconi. Non lo trovavo soddisfacente».

### Carriera politica
Nel maggio del 1971, Wachs salì agli onori della cronaca locale per aver battuto alle elezioni del 2º distretto cittadino del Los Angeles City Council il candidato uscente James B. Potter Jr., che occupava quel seggio dal 1963. I giornali attribuirono la vittoria di Wachs, privo di alcuna esperienza politica, alla sua opposizione ad un invasivo progetto di sviluppo multimilionario nella zona. Al momento della sua elezione, era, trentatreenne, il membro più giovane del City Council.
Nel 1973 Wachs si candidò senza successo a sindaco di Los Angeles, classificandosi quinto col 3,77% dei voti.
Dopo dieci anni da consigliere, Wachs venne eletto presidente del Los Angeles City Council nel luglio del 1981, in seguito al ritiro del presidente uscente John Ferraro, che appoggiò la sua candidatura contro quella della consigliera rivale Pat Russell, verso cui Wachs si rimangiò la parola data, votando per sé stesso e vincendo quindi per 8 voti a 7. L'elezione di Wachs si dimostrò provvidenziale, dato che in quel periodo il sindaco Tom Bradley si trovava spesso fuori città per portare avanti la propria campagna a governatore della California (che finì poi per perdere inaspettatamente a causa del più celebre «effetto Bradley») e ciò rese brevemente Wachs de facto, secondo alcuni, il sindaco di Los Angeles di cui si trovava a fare le veci.
Terminato il suo mandato di presidente del City Council dopo due anni, nel 1986 la carriera politica di Wachs sopravvisse ad una massiccia ridefinizione delle circoscrizioni elettorali che lo spogliò di oltre 90% del vecchio 2º distretto: ciononostante, infatti, venne rieletto dalla popolazione a maggioranza ispanica in quella tornata elettorale e in tutte quelle successive.
Tentò altre due volte di diventare sindaco, nel 1993 e nel 2001, senza mai riuscire ad arrivare al ballottaggio e ottenendo in ambo le occasioni l'11,01% dei voti.
Si ritirò dalla politica nel settembre 2001, dopo trent'anni nel Los Angeles City Council, per accettare la presidenza dell'Andy Warhol Foundation for the Visual Arts che gli era stata offerta. In quanto consigliere era infatti noto per il suo patrocinio delle arti, oltre che per il suo supporto a tematiche che gli avevano attirato molte critiche, come l'equo canone o i diritti civili, facendo passare in quest'ultimo campo ordinanze contro le discriminazioni lavorative o di residenza in base alla sessualità o in quanto sieropositivi. Wachs era anche stato il mediatore che aveva posto fine allo stallo creatosi tra Bradley e il capo del Los Angeles Police Department Daryl Gates in seguito al pestaggio di Rodney King e alle rivolte razziali che seguirono, permettendo a quest'ultimo di dimettersi come voluto dal sindaco ma «in modo dignitoso» nel giugno 1992.

### Vita privata
Wachs non si è mai sposato e, nel 1999, ha fatto coming out, dichiarando la sua omosessualità, all'età di sessant'anni, durante un dibattito televisivo.

## Nella cultura di massa
Nel 2002, in onore del suo patrocinio delle arti, il Los Angeles City Council gli ha intitolato l'intersezione tra la Grand Avenue e la Second Street, a metà strada tra il Museum of Contemporary Art e la Walt Disney Concert Hall.
Wachs compare come personaggio nel film Licorice Pizza (2021), ambientato durante la sua campagna a sindaco nel 1973, interpretato da Benny Safdie.